# Kenefick
Kenefick és una població dels Estats Units a l'estat de Texas. Segons el cens del 2000 tenia 667 habitants.

## Demografia
Segons el cens del 2000, Kenefick tenia 667 habitants, 235 habitatges, i 195 famílies. La densitat de població era de 169,4 habitants/km².
Dels 235 habitatges en un 38,7% hi vivien nens de menys de 18 anys, en un 73,2% hi vivien parelles casades, en un 7,2% dones solteres, i en un 16,6% no eren unitats familiars. En l'11,5% dels habitatges hi vivien persones soles el 4,3% de les quals corresponia a persones de 65 anys o més que vivien soles. El nombre mitjà de persones vivint en cada habitatge era de 2,84 i el nombre mitjà de persones que vivien en cada família era de 3,04.
Per edats la població es repartia de la següent manera: un 28,6% tenia menys de 18 anys, un 6,1% entre 18 i 24, un 27,6% entre 25 i 44, un 27,7% de 45 a 60 i un 9,9% 65 anys o més.
L'edat mediana era de 37 anys. Per cada 100 dones de 18 o més anys hi havia 99,2 homes.
La renda mediana per habitatge era de 47.857 $ i la renda mediana per família de 52.083 $. Els homes tenien una renda mediana de 45.481 $ mentre que les dones 26.513 $. La renda per capita de la població era de 17.146 $. Aproximadament el 8,5% de les famílies i el 8,8% de la població estaven per davall del llindar de pobresa.

## Poblacions més properes
El següent diagrama mostra les poblacions més properes.